# Elpis Macula
L'Elpis Macula è una struttura geologica della superficie di Titano.